# 호시노 가나코
호시노 가나코（星野奏子, ほしの かなこ, 본명: 와타나베 가나코 (渡辺奏子, わたなべ かなこ)
, 1979년 12월 3일 - )는 주식회사 코나미 디지털 엔터테인먼트 소속의 게임 뮤직의 가수, 작사가이다. 도쿄도 출신.

## 약사
양친은 각각 피아노와 콘트라베이스 연주자로, 모두 음대 출신이다. 2000년부터 2002년까지 본명으로 TBS의 ‘랭크 왕국’과 같은 방송에 출연하는 등 연예계에서 활동한 경력이 있다. ‘모닝구 무스메 제1회 추가 오디션’이나 ‘avex dream 2000 오디션’에서 최종 심사까지 남았었지만 낙선하였다.
2004년 코나미에서 개최한 ‘BEMANI 보컬리스트 오디션 2004’에서 사쿠라이 레이지와 함께 보컬리스트 부문에 합격하였다. 같은 해 발매된 음악 게임 《비트매니아 IIDX 11 IIDX RED》에 ‘태양 ~T・A・I・Y・O~’와 ‘D.A.N.C.E.!’가 수록된 것을 계기로 BEMANI 게임에 데뷔하였다. 이후 비트매니아 IIDX와 기타프릭스/드럼매니아 시리즈를 중심으로 악곡을 발표하고 있다.

## 유닛
- HHH+H (DJ,작곡자인 Ryu☆와, 댄서인 Dai가 결성한 HHH에 가입. 뒷부분의 +H는 이를 의미한다.)

## 발표한 음반
- EIGHT ELEMENTS OF THE STAR (2006년 7월 28일)
- Prism (2009년)

## 발표한 악곡

### 2004년
- D.A.N.C.E.! (2004년, 비트매니아 IIDX 11 IIDX RED)
- 태양 ~T・A・I・Y・O~ (2004년, 비트매니아 IIDX 11 IIDX RED)

### 2005년
- SPARK! (2005년, 비트매니아 IIDX 12 HAPPY SKY)
- 월광 (2005년, 비트매니아 IIDX 12 HAPPY SKY)

### 2006년
- INFERNO (2006년, 비트매니아 IIDX 13 DistorteD)
- 타시카나모노(확실한 것) (2006년, 비트매니아 IIDX 13 DistorteD)
- 리그렛 (2006년, 플레이스테이션 2판 비트매니아 IIDX 11 IIDX RED)
- Day's! (2006년, 기타프릭스 V3/드럼매니아 V3)
- Endless Summer Story (2006년, 플레이스테이션 2판 비트매니아 IIDX 12 HAPPY SKY)

### 2007년
- 별을 이 손에 (2007년, 비트매니아 IIDX 14 GOLD)
- never... (2007년, 비트매니아 IIDX 14 GOLD)
- 태양 ~T・A・I・Y・O~ (ANOTHER SENSE EDITION) (2007년, 기타프릭스 V4/드럼매니아 V4)
- 청향 -HARUKA- (2007년, 플레이스테이션 2판 팝픈뮤직 14 FEVER!)
- Kick Out 가면 (2007년, 비트매니아 IIDX 15 DJ TROOPERS)
- MAX LOVE (2007년, 비트매니아 IIDX 15 DJ TROOPERS)

### 2008년
- 물거품 (2008년, KONAMI♪MUSIC풀 한정 송신)
- 만나고 싶어서... (2008년, KONAMI♪MUSIC풀 한정 송신)
- 마호로바 (2008년, 비트매니아 IIDX 16 EMPRESS)
- Punch Love 가면 (2008년, 비트매니아 IIDX 16 EMPRESS)

### 2014년
- 恋は白帯、サンシロー (2014년, 비트매니아 IIDX 22 PENDUAL)